# Macromastax infernalis
Macromastax infernalis is een rechtvleugelig insect uit de familie Euschmidtiidae. De wetenschappelijke naam van deze soort is voor het eerst geldig gepubliceerd in 1889 door Karsch.